# Fincastle (Wirginia)
Fincastle – miasto w Stanach Zjednoczonych, w stanie Wirginia, w hrabstwie Botetourt.